# Grant Holloway
Grant Holloway (Chesapeake, 19 november 1997) is een Amerikaanse hordeloper en sprinter. Hij is zowel de huidige olympisch kampioen als wereldkampioen op de 110 m horden en daarnaast tweevoudig wereldindoorkampioen en -recordhouder op de 60 m horden. Daaraan voorafgaand was hij vooral succesvol in het NCAA-circuit. Hij nam aan twee Olympische Spelen mee, waar hij naast een gouden ook een zilveren medaille aan overhield. 

## Loopbaan

### NCAA-successen
Het grootste deel van zijn atletieksuccessen behaalde Holloway aanvankelijk bij de NCAA-studentenkampioenschappen als lid van de Florida Gators, het atletiekteam van de Universiteit van Florida, waaraan hij als student is verbonden. Tussen 2017 en 2019 veroverde hij in totaal acht NCAA-titels, verdeeld over vijf verschillende disciplines. In 2019 leverde hij verschillende prestaties die als records de NCAA-boeken ingingen. Zoals de 7,35 s op de 60 m horden, een tijd die tevens geldt als het huidige Amerikaanse indoorrecord, of de 12,98 waarmee hij op de 110 m horden zijn derde achtereenvolgende titel veroverde. Het vorige, 40 jaar oude record stond op naam van Renaldo Nehemiah. Ook maakte hij deel uit van het estafetteteam van de Florida Gators op de 4 × 100 m estafette, dat in 37,97 voor het eerst in de NCAA-historie de 38 seconden barrière doorbrak. Daarnaast veroverde hij in totaal nog zeven overige NCAA-medailles bij het verspringen en op de beide estafette-onderdelen.

### Goud op WK 2019
Op nationaal niveau had Holloway tot en met 2019 nog geen nationale titel veroverd, maar was hij wel tweemaal tweede geworden, in 2018 nipt (0,002 seconden langzamer) achter Devon Allen en in 2019 achter Daniel Roberts. Het leverde hem echter uitzending op naar de wereldkampioenschappen in Doha. Favoriet voor de eindoverwinning was hij dus zeker niet. Dat waren met name de titelverdediger en olympisch kampioen van 2016 Omar McLeod en de nummer twee van de Spelen in Rio de Janeiro Orlando Ortega uit Spanje. In de finale lag Holloway echter na een goede start al gauw aan de leiding. Bij zijn pogingen om zijn landgenoot in te halen verkeek McLeod zich echter op de negende horde, die hij omverliep, waarna hij bij de laatste horde ten val kwam. De naast hem lopende Ortega werd hierdoor ernstig gehinderd en eindigde slechts als vijfde. Terwijl Holloway zijn geluk niet op kon en na zijn overwinning een ereronde liep, werd McLeod gediskwalificeerd en diende Spanje een protest in tegen McLeod. Dit werd gehonoreerd en Ortega werd ‘beloond’ met een tweede bronzen medaille, waardoor er dus bij de prijsuitreiking naast Holloway niet twee, maar drie atleten op het erepodium stonden. Voor Holloway betekende het zijn eerste grote internationale succes.

### Professioneel atleet in 2021
In 2021 werd Holloway professioneel atleet. Hij begon het indoorseizoen in 2021 door tijdens de Villa de Madrid Indoor Meeting op 24 februari het 27 jaar oude wereldrecord op de 60 m horden van Colin Jackson van 7,30 met een honderdste te verbeteren en op 7,29  te stellen. De wedstrijd maakte deel uit van de World Athletics Indoor Tour van 2021. Door zijn overwinning in recordtijd in Madrid werd Holloway de overall winnaar van deze tour. Vervolgens veroverde hij tijdens het outdoorseizoen op de 110 m horden zijn eerste nationale titel, waarmee hij zijn uitzending naar de Olympische Spelen van Tokio zeker stelde. Hier eindigde hij op de 110 m horden als tweede achter de Jamaicaan Hansle Parchment (tijden 13,04 om 13,09).

### Goud op WK's in- en outdoor 2022
In 2022 vervolgde Holloway de progressieve lijn die hij het jaar ervoor had ingezet door beide wereldtitels die dat jaar te veroveren waren, naar zich toe te trekken. Eerst werd hij wereldindoorkampioen in Belgrado op de 60 m horden in 7,39, na eerder in de halve finale zijn eigen wereldrecord te hebben geëvenaard, om later dat jaar ook kampioen op de 110 m horden te worden tijdens de WK in Eugene in 13,03, waarbij hij zijn landgenoot Trey Cunningham 0,05 seconden voorbleef.   

## Titels
- Olympisch kampioen 110 m horden - 2024
- Wereldkampioen 110 m horden - 2019, 2022, 2023
- Wereldindoorkampioen 60 m horden - 2022, 2024, 2025
- NCAA-kampioen 110 m horden - 2017, 2018, 2019
- NCAA-kamp. 4 × 100 m – 2019
- NCAA-indoorkamp. 60 m - 2019
- NCAA-indoorkampioen 60 m horden - 2017, 2018, 2019
- Amerikaans kampioen 110 m horden - 2021, 2024
- Amerikaans indoorkamp. 60 m horden - 2022

## Persoonlijke records
Outdoor
| Onderdeel    | Prestatie          | Datum         | Plaats       |
| ------------ | ------------------ | ------------- | ------------ |
| 100 m        | 10,21 s (+0,0 m/s) | 16 april 2022 | Gainesville  |
| 200 m        | 20,66 s (+0,7 m/s) | 29 maart 2019 | Gainesville  |
| 110 m horden | 12,81 s (+1,8 m/s) | 26 juni 2021  | Eugene       |
| 300 m horden | 37,73 s            | 7 juni 2014   | Newport News |
| hoogspringen | 2,16 m             | 6 juni 2014   | Newport News |
| verspringen  | 8,17 m (+0,6 m/s)  | 12 mei 2018   | Knoxville    |

Indoor
| Onderdeel    | Prestatie   | Datum            | Plaats          |
| ------------ | ----------- | ---------------- | --------------- |
| 55 m         | 6,22 s      | 30 januari 2016  | Blacksburg      |
| 60 m         | 6,50 s      | 9 maart 2019     | Birmingham      |
| 200 m        | 20,69 s     | 19 januari 2019  | Clemson         |
| 300 m        | 32,80 s     | 7 januari 2017   | Clemson         |
| 400 m        | 49,18 s     | 9 maart 2013     | New York        |
| 500 m        | 1.03,35     | 26 februari 2016 | Hampton         |
| 55 m horden  | 7,19 s      | 10 maart 2015    | Hampton         |
| 60 m horden  | 7,27 s (WR) | 16 februari 2024 | Albuquerque     |
| hoogspringen | 2,13 m      | 9 januari 2015   | Hampton         |
| verspringen  | 8,13 m      | 9 maart 2018     | College Station |

## Palmares

### 60 m
- 2019:  NCAA-indoorkamp. – 6,50 s

### 60 m horden
- 2017:  NCAA-indoorkamp. – 7,58 s
- 2018:  NCAA-indoorkamp. – 7,47 s
- 2019:  NCAA-indoorkamp. – 7,35 s (NR)
- 2022:  Amerikaanse indoorkamp. - 7,37 s
- 2022:  WK indoor - 7,39 s (in ½ fin. 7,29 s = ev. WR)
- 2024:  WK indoor - 7,29 s
- 2025:  WK indoor - 7,42 s

### 110 m horden
- 2017:  NCAA-kamp. – 13,49 s (-2,0 m/s)
- 2017: 4e Amerikaanse kamp. – 13,39 s (-0,7 m/s)
- 2018:  NCAA-kamp. – 13,42 s (-1,1 m/s)
- 2018:  Amerikaanse kamp. – 13,46 s (-1,8 m/s)
- 2019:  NCAA-kamp. – 12,98 s (+0,8 m/s)
- 2019:  Amerikaanse kamp. – 13,36 s (-0,8 m/s)
- 2019:  WK - 13,10 s (+0,6 m/s)
- 2021:  Amerikaanse kamp. – 12,96 s (+0,4 m/s) (in ½ fin. 12,81 s)
- 2021:  OS - 13,09 s (-0,5 m/s)
- 2022:  New York Grand Prix - 13,06 s (+1,6 m/s)
- 2022:  WK - 13,03 s (+1,2 m/s)
- 2022:  ISTAF - 13,05 s (+0,6 m/s)
- 2023:  FBK Games - 13,03 s (+0,4 m/s)
- 2023:  WK - 12,96 s (+0,0 m/s)
- 2024:  Amerikaanse kamp. – 12,86 s (+2,0 m/s)
- 2024:  OS - 12,99 s (-0,1 m/s) (in ½ fin. 12,98 s)
- 2024:  ISTAF - 13,14 s (+0,1 m/s)

Diamond League-podiumplaatsen
- 2022:  Herculis - 12,99 s (+0,6 m/s)
- 2022:  Athletissima - 13,11 s (+0,0 m/s)
- 2022:  Weltklasse Zürich - 13,02 s (-0,1 m/s)
- 2022:   Diamond League
- 2023:  Meeting International Mohammed VI d'Athletisme de Rabat - 13,12 s (-1,3 m/s)
- 2023:  Golden Gala in Florence - 13,04 s (-0,2 m/s)
- 2023:  Meeting de Paris - 12,98 s (-0,5 m/s)
- 2023:  London Athletics Meet - 13,01 s (+1,3 m/s)
- 2023:  Diamond League Xiamen - 13,12 s (+0,0 m/s)
- 2023:  Prefontaine Classic - 13,06 s (+0,9 m/s)
- 2024:  Prefontaine Classic - 13,03 s (-0,1 m/s)
- 2024:  Herculis - 13,01 s (-0,7 m/s)
- 2024:  Athletissima - 13,14 s (-0,1 m/s)
- 2024:  Silesia Kamila Skolimowska Memorial - 13,04 s (+1,1 m/s)
- 2024:  Weltklasse Zürich - 12,99 s (-0,3 m/s)

### verspringen
- 2017:  NCAA-kamp. – 8,00 m (-0,5 m/s)
- 2018:  NCAA-indoorkamp. – 8,13 m
- 2019:  NCAA-indoorkamp. – 7,95 m

### 4 × 100 m
- 2018:  NCAA-kamp. – 38,89 s
- 2019:  NCAA-kamp. – 37,97 s

### 4 × 400 m
- 2017:  NCAA-indoorkamp. – 3.03,52
- 2018:  NCAA-indoorkamp. – 3.01,43
- 2019:  NCAA-indoorkamp. – 2.59,60

- World Athletics: 14516985

1896: Tom Curtis ·
1900: Alvin Kraenzlein ·
1904: Frederick Schule ·
1908: Forrest Smithson ·
1912: Fred Kelly ·
1920: Earl Thomson ·
1924: Daniel Kinsey ·
1928: Sydney Atkinson ·
1932: George Saling ·
1936: Forrest Towns ·
1948: William Porter ·
1952: Harrison Dillard ·
1956: Lee Calhoun ·
1960: Lee Calhoun ·
1964: Hayes Jones ·
1968: Willie Davenport ·
1972: Rod Milburn ·
1976: Guy Drut ·
1980: Thomas Munkelt ·
1984: Roger Kingdom ·
1988: Roger Kingdom ·
1992: Mark McKoy ·
1996: Allen Johnson ·
2000: Anier García ·
2004: Liu Xiang ·
2008: Dayron Robles ·
2012: Aries Merritt ·
2016: Omar McLeod ·
2020: Hansle Parchment ·
2024: Grant Holloway
1983 Greg Foster ·
1987 Greg Foster ·
1991 Greg Foster ·
1993 Colin Jackson ·
1995 Allen Johnson ·
1997 Allen Johnson ·
1999 Colin Jackson ·
2001 Allen Johnson ·
2003 Allen Johnson ·
2005 Ladji Doucouré ·
2007 Liu Xiang ·
2009 Ryan Brathwaite ·
2011 Jason Richardson ·
2013 David Oliver ·
2015 Sergej Sjoebenkov ·
2017 Omar McLeod ·
2019 Grant Holloway ·
2022 Grant Holloway ·
2023 Grant Holloway